# Anton von Wiplinger
Anton svobodný pán von Wiplinger (německy Anton Freiherr von Wiplinger, uváděn též jako Wipplinger) (14. prosince 1830 Štýrský Hradec – 3. března 1896 Pula) byl rakousko-uherský admirál. Po krátké službě v armádě přešel k c. k. námořnictvu a vyznamenal se v několika válečných konfliktech. V letech 1868–1871 se zúčastnil tříleté cesty kolem světa s obchodně-diplomatickým zaměřením. Poté se jako funkcionář v námořní administraci zasloužil o modernizaci dělostřelectva. Svou kariéru završil jako velitel námořní základny v Terstu (1883–1891). V roce 1883 získal šlechtický titul barona a v roce 1888 dosáhl hodnosti viceadmirála.

## Biografie

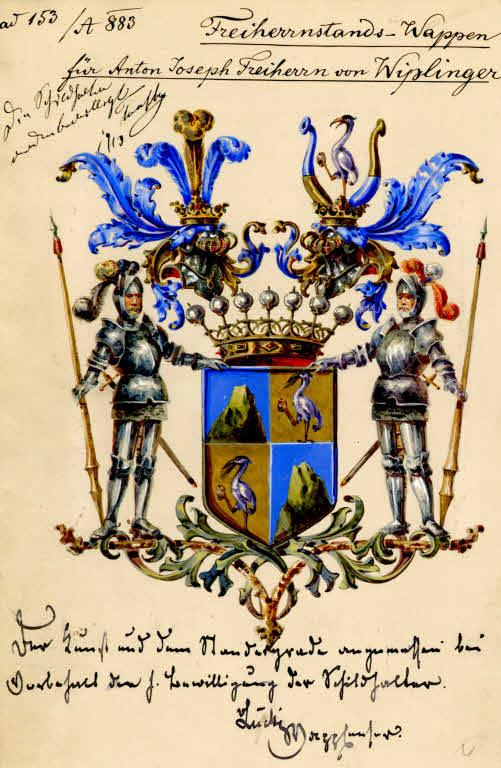
Erb Antona Wiplingera při povýšení do stavu svobodných pánů

Byl synem generálního válečného komisaře Josefa Wiplingera. Ve třinácti letech vstoupil do armády a sloužil u 18. pěšího pluku v Miláně (1844), v roce 1847 přešel jako kadet k rakouskému námořnictvu. V revolučních letech 1848–1849 se zúčastnil blokády Benátek (1848), poté sloužil u jednotek námořní pěchoty a v roce 1849 získal hodnost praporčíka. Na fregatě SMS Venus absolvoval v letech 1851–1852 cestu do Karibiku a od roku 1853 působil jako pedagog na C. k. námořní akademii v Terstu. Postupoval v hodnostech (poručík I. třídy 1853, poručík II. třídy) a na různých lodích se plavil na Blízký východ nebo do Anglie. V roce 1857 krátce působil u vrchního velení armády v Miláně, poté byl přidělen k námořním základnám v Terstu a Pule. V roce 1859 se zúčastnil války se Sardinií, následně velel lodím SMS Kaiser a SMS Carolina v Jaderském moři.
V roce 1861 byl povýšen na fregatního kapitána a jako velitel na lodi SMS Velebich plul do Istanbulu, v letech 1862–1863 byl velitelem dělostřelecké výcvikové lodi SMS Bellona. V letech 1863–1864 byl přednostou centrální kanceláře námořní sekce na ministerstvu války a v roce 1864 se zúčastnil dánsko-německé války jako velitel korvety SMS Erzherzog Friedrich. Během války s Itálií byl velitelem pancéřové fregaty SMS Don Juan d'Austria a bojoval v bitvě u Visu (1866).

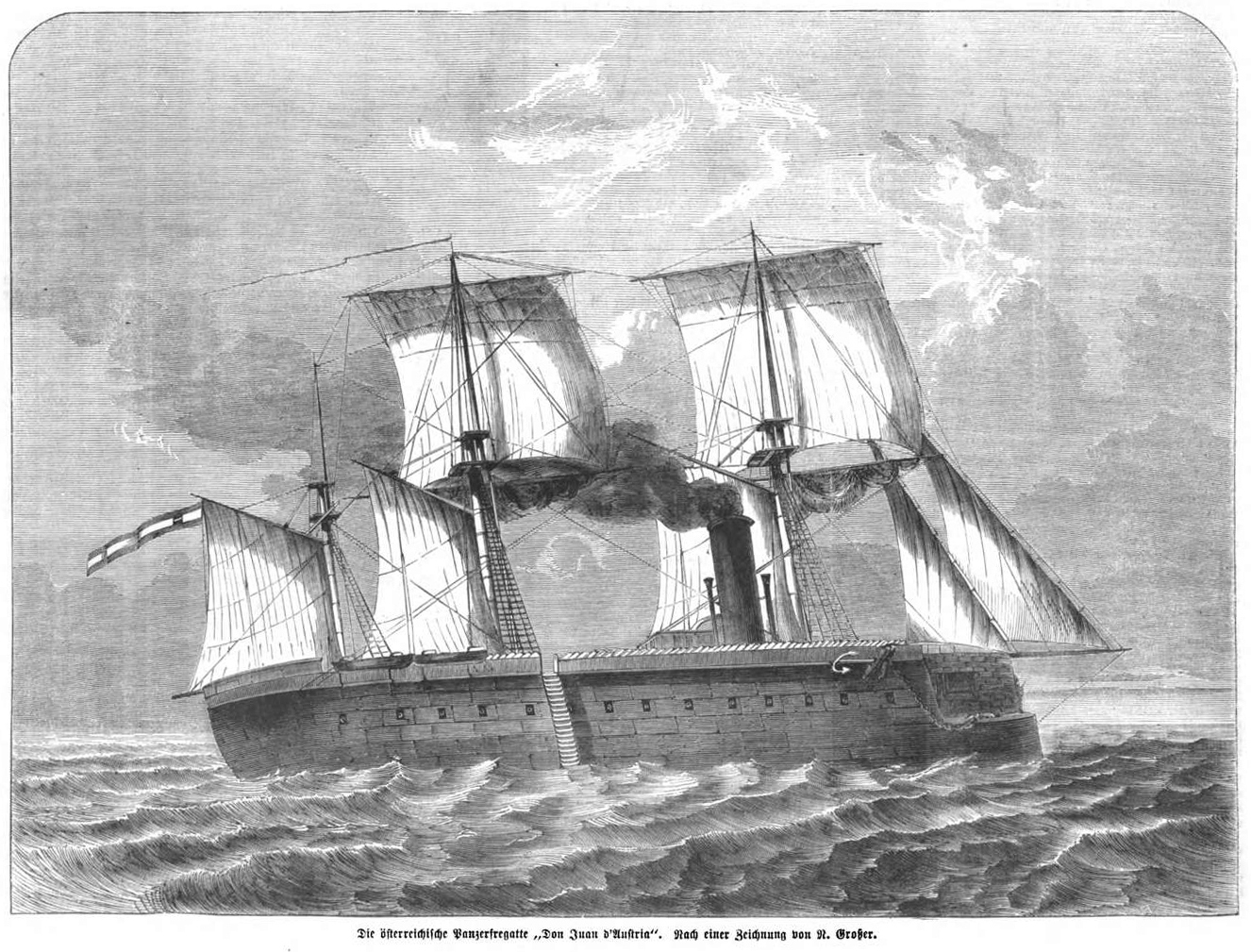
Pancéřová fregata SMS Don Juan d'Austria, Vlajková loď kapitána Antona Wiplingera v dánsko-německé válce (1864)

Po válce v roce 1866 byl povýšen na kapitána řadové lodi a v letech 1866–1868 byl znovu přednostou centrální kanceláře námořní sekce na ministerstvu války ve Vídni. Jako velitel korvety SMS Donau byl v letech 1868–1871 účastníkem expedice na Dálný východ a do Ameriky pod velením admirála Antona Petze. Cesta sledovala především obchodní zájmy v Siamu, Číně a Japonsku. Expedice začala 16. října 1868 v Terstu, přes Gibraltar, Tenerife a Kapské Město pokračovala do Singapuru a Bangkoku, kde se v květnu 1869 podařilo uzavřít obchodní smlouvu. Dále pokračovala do Šanghaje, Pekingu a Jokohamy, kde se expedice musela zdržet kvůli tajfunu. Z Japonska cesta rakouské mise vedla přes Honolulu do San Francisca a poté podél břehů jižní Ameriky.
Po návratu byl přidělen ke sborovému námořnímu velitelství v Pule, kde byl prezidentem stálé komise pro dělostřelectvo (1872–1881), k datu 1. října 1878 získal hodnost kontradmirála. Ve spolupráci s německou firmou Krupp se podílel na modernizaci dělostřelectva a zavádění torpéd. Na vlajkové lodi SMS Laudon byl v letech 1881–1883 velitelem eskadry a nakonec zastával funkci velitele oblastního námořního velitelství v Terstu (1883–1891). Dne 1. listopadu 1888 byl povýšen na viceadmirála a v roce 1891 byl penzionován.

## Tituly a ocenění
Po nobilitaci svého otce v roce 1859 užíval šlechtický titul rytíře a sám byl v roce 1883 povýšen do stavu svobodných pánů. Během služby u námořnictva získal vysoká vyznamenání v Rakousku-Uhersku i v zahraničí.

### Rakousko-Uhersko
- Válečná pamětní medaile (1864)
- rytířský kříž Leopoldova řádu s válečnou dekorací (1866)
- Vojenská záslužná medaile (1868)
- Válečná medaile (1873)
- Řád železné koruny II. třídy s válečnou dekorací (1882)
- komandérský kříž Leopoldova řádu (1888)
- Služební odznak pro důstojníky II. třídy (1888)

### Zahraničí
- komandérský kříž Řádu Guadalupe (1867, Mexiko)
- komandérský kříž Řádu Kamehamehy I. (1872, Havajské království)
- Řád siamské koruny II. třídy (1873, Siam)
- Řád pruské koruny I. třídy (1889, Německo)